# Љубав и новац
Љубав и новац (тур. Kara para aşk) турска је телевизијска серија, снимана 2014. и 2015.
У Србији је 2017. приказивана на телевизији Пинк.

## Радња
Омер је полицијски комесар из Вана, чија вереница изненада умире, а он открива да постоји могућност да је у питању убиство. Са владом склапа договор о потрази за украденим дијамантима, а заузврат ће сазнати име убице своје веренице.
Елиф је богата дизајнерка чији отац умире, а она сазнаје да је отац кога је веома волела и поштовала био дубоко уплетен у мафијашке послове. Док је њена сестра у рукама зликоваца, она такође креће трагом украдених дијаманата. 
И Омер и Елиф прате траг украдених дијаманата и траже одговоре, али нису једини који су у потрази за њима.

## Сезоне
| Сезона | Сезона | Број епизода (н / и)            | Приказивање у Турској                | Приказивање у Србији                     |
| ------ | ------ | ------------------------------- | ------------------------------------ | ---------------------------------------- |
|        | 1      | 13 / 36 (1 — 13) / (1 — 36)     | 12. март 2014 — 18. јун 2014. ()     | 30. мај 2017 — 11. јул 2017. (Пинк)      |
|        | 2      | 41 / 128 (14 — 54) / (37 — 164) | 3. септембар 2014 — 15. јул 2015. () | 11. јул 2017 — 19. новембар 2017. (Пинк) |

## Улоге
| Глумац:              | Улога:          |
| -------------------- | --------------- |
| Енгин Акјурек        | Омер Демир      |
| Туба Бујукустун      | Елиф Денизер    |
| Небахат Чехре        | Зерин Денизер   |
| Еркан Џан            | Тајар Дундар    |
| Хазал Туресан        | Асли Денизер    |
| Бурак Тамдоган       | Хусејин Демир   |
| Тувана Туркај        | Бахар Чинар     |
| Сајгин Сојсал        | Метин Дундар    |
| Бестемсу Оздемир     | Нилуфер Денизер |
| Ишил Јуџесој         | Недрет          |
| Али Јоренч           | Мерт            |
| Ојку Карајел         | Ипек            |
| Илкин Туфекчи        | Пело            |
| Ахмет Тансу Ташанлар | Арда            |
| Дениз Барут          | Пинар           |